# Falck (miejscowość)
Falck – miejscowość i gmina we Francji, w regionie Grand Est, w departamencie Mozela.
Według danych na rok 1990 gminę zamieszkiwało 2720 osób, a gęstość zaludnienia wynosiła 448 osób/km² (wśród 2335 gmin Lotaryngii Falck plasuje się na 168. miejscu pod względem liczby ludności, natomiast pod względem powierzchni na miejscu 918.).